# Jack Lee
Jack Lee (Slad, Gloucestershire, Anglaterra, 27 de gener 1913 - Sydney, Austràlia, 15 d'octubre de 2002) va ser un director, escriptor, editor i productor anglès.
Wilfred John Raymond Lee va néixer al poble de Slad prop de Stroud, Gloucestershire. Entre les seves pel·lícules destaquen The Wooden Horse (1950), una pel·lícula de la Segona Guerra Mundial; A Town Like Alice (1956), protagonitzada per Virginia McKenna i Peter Finch, basada en la novel·la de Neville Shute Una ciutat com Alice i Robbery Under Arms (1957), un western a Austràlia, basat en la novel·la de 1888 de Rolf Boldrewood. Va ser el president (1976-1981) de la South Australian Film Corporation, que començava les carreres de Bruce Beresford i Peter Weir.
Jack Lee era el germà gran de Laurie Lee, autor de Cider with Rosie, però no tenien bones relacions. La rivalitat pot haver començat quan Jack va ser enviat a l'institut (Marling School a Stroud), un avantatge no concedit a Laurie. Es va casar dues vegades, el 1946 amb Nora Dawson (nascuda Nora Francisca Blackburne) (21 d'abril 1914- 7 juliol 2009) després del seu divorci d'Adam Alexander Dawson, i el 1963 amb Isabel Kidman, i va tenir dos fills. Tornava sovint a Anglaterra però va passar la resta de la seva vida a Austràlia, i moria a Sydney el 2002.

## Filmografia

### com a director
- 1941: The Pilot Is Safe
- 1942: Ordinary People
- 1943: Close Quarters (documental)
- 1944: By Sea and Land
- 1945: The Eighth Plague (curt)
- 1946: Children on Trial (documental)
- 1947: The Woman in the Hall
- 1949: Once a Jolly Swagman
- 1950: The Wooden Horse
- 1953: Mujeres en la calle
- 1953: El secreto del desierto
- 1956: Mi vida empieza en Malasia
- 1957: Robbery Under Arms
- 1959: The Captain's Table
- 1960: A Circle of Deception

### com a guionista
- 1947:The Woman in the Hall
- 1953: Mujeres en la calle
- 1949: Once a Jolly Swagman